# Североказахский меринос
Североказахский меринос — тонкорунная порода овец шерстно-мясного направления. 
Выведена в 1976 году специалистами Казахского НИИ технологического института овцеводства и Северного НИИ животноводства при содействии хозяйств Кустанайской и Семипалатинской областей. 
Бескарагайский тип получен скрещиванием мазаевских, новоказахских грубошерстных овец и овец рамбулье с баранами асканийской, алтайской и грозненской пород с последующим разведением помесей «в себе»; сулукольский — скрещиванием прекос- курдючных помесей с овцами асканийской и ставропольской пород с последующим разведением помесей «в себе». Оба типа разводятся на Севере Казахстана. Живая масса баранов 100—115, маток 58—62 кг, настриг шерсти с баранов 10—14, с маток 5,5—6,5 кг. Селекцией Североказахским мериносом занимается Казахский научно-исследовательский технологический институт овцеводства.